# Карлссон, Бу
Бу Юнас Хил Карлссон (швед. Bo Jonas Hil Karlsson; род. 12 октября 1949, Швеция) — футбольный судья из Швеции. 
Работал на чемпионате мире по футболу 1994 года. Карлссон судил финальный матч в рамках Кубка обладателей кубков УЕФА 1991 между командами «Манчестер Юнайтед» и «Барселона».
В 2007 году посетил семинар, который был проведён для женщин-футбольных арбитров, который был организован УЕФА. 